# Saccifolieae
Saccifolieae es una tribu de plantas con flores perteneciente a la familia de las gentianáceas. Contiene unas 20 especies en 5 géneros . 

## Descripción
Son arbustos perennes o pequeñas hierbas anuales. Las hojas son opuestas , o verticiladas. El fruto es una cápsula.

## Distribución y hábitat
Se distribuyen por las regiones tropicales de Suramérica y Centroamérica. Su hábitat son las selvas tropicales , sabanas y pastizales .

## Géneros
| - Curtia Cham. & Schltdl. - Hockinia Gardner - Saccifolium Maguire & Pires - Tapeinostemon Benth. - Voyriella Miq. |